# Ремонт
Ремонтът (също известен като реновация) е процес на възстановяване, подобряване и преобразуване на съществуваща сграда, съоръжение или пространство с цел повишаване на функционалността, естетиката или техническата му издръжливост.
Ремонтите могат да имат различен обхват – от козметично обновяване на външния вид до усилване на конструкции – и да се правят по различни причини – отстраняване на постепенното износване на съоръжението чрез замяна на износени или повредени материали, привеждането му в съответствие с по-нови стандарти и изсквания, промяна на външния вид и функционалните характеристики, отстраняване на аварии. В зависимост от обхвата, сложността и рисковете при изпълнението им ремонтите могат да се извършват от квалифицирани специалисти или като „Направи си сам“ проекти.
В исторически и културен контекст, ремонтите играят ролята на опазване на наследството, като позволяват запазването на архитектурната стойност на сградите и пространствата. С течение на времето, ремонтите са станали съществена част от устойчивото управление на сгради и насърчаване на опазването на ресурсите, като се предотвратява необходимостта от създаване на нови конструкции.